# Holmens IF
Holmens IF är en idrottsförening i Falun som bildades på det tidiga 1900-talet. Namnet kommer från en ö ute i sjön Runn. 
De första verksamheterna som bedrevs var fotboll, bandy, längdåkning och backhoppning.
De verksamheter som bedrivs i dag är backhoppning och nordisk kombination. Klubben har haft många aktiva med mycket goda resultat både nationellt och internationellt. Holmens IF är en av huvudarrangörerna vid det årligt återkommande Svenska skidspelen i Falun. 